# Pedro Bernuz
Pedro Bernuz, conocido a veces como Pedro Bernuz menor o II, (?, principios del siglo XVI – Zaragoza, 28 de julio de 1572) fue un impresor y notario español activo en Zaragoza.

## Vida
Hijo de Pedro Bernuz, notario de caja de Zaragoza, y de Violante Gil, su familia provenía de Molinos (Teruel), donde poseían diversas propiedades y con la que mantuvieron siempre una estrecha relación. Su hermano, Antón Bernuz, fue clérigo beneficiado de la Seo de Zaragoza. Se casó el 25 de noviembre de 1533 con Isabel Rodríguez, viuda del impresor Juan Agust y sobrina de la esposa del impresor Jorge Coci. El matrimonio de Bernuz y Rodríguez tuvo siete hijos, Pedro, Isabel, Violante, Ana, Gracia, Francisca e Hipólita.
Bernuz heredó la notaría de caja de Zaragoza de su padre. Su actividad como notario se puede rastrear entre 1532 y 1549, época de la que se conservan los documentos en el Archivo Histórico de Protocolos de Zaragoza. Su mayor actividad se concentró en los años 1535 y 1540, cuando actuó plenamente de notario, manteniéndose en unos 40 o 50 folios hasta 1548 en una época en la que compaginó su actividad de notario y la de impresor, para finalmente abandonar la actividad de notario. En 1549 le sucedió el notario real Juan Doñati o de Oñate.
En 1539 Pedro Bernuz compró el 50% de la imprenta de Jorge Coci que estaba en la parroquia de San Miguel de los Navarros, entonces calle de la Imprenta, hoy calle Mateo Flandro. Coci nunca tuvo la intención de vender la imprenta a Bernuz. Viudo y sin descendencia, Coci había vendido en 1537 la imprenta a Pablo Hurus y Bartolomé de Nájera, criado de confianza de Hurus, que regentaba la librería de Hurus en la calle de las Botigas Hondas (hoy calle de San Juan y San Pedro). Desgraciadamente, Hurus falleció durante una viaje a Alemania y la venta quedó inconclusa. Bernuz nunca llegó a pagar la compra en su totalidad, ya que Coci, sin herederos, perdonó a su sobrino el resto de la deuda antes de su muerte, además de dejarle una capilla en el Monasterio de Santa Engracia bajo la invocación de Santa Isabel.
Bernuz aumentó sus bienes y terrenos en Molinos (Teruel), incluyendo un molino de papel, del que provenía la materia prima para su imprenta.
Bernuz falleció en Zaragoza, el 28 de julio de 1572, siendo enterrado en la capilla de Santa Isabel, que había heredado de su tío. Dejó todos los negocios a su mujer, Isabel Rodríguez, que vendió la imprenta en 1572 a una sociedad de tres impresores, Pedro Sánchez de Ezpeleta, Gabriel de Híjar y Juan de Alteraque o Alteraquez, que firmaban sus ediciones por separado.

## Obra
Como impresor, se le puede considerar el segundo más importante de Zaragoza, tanto en cuanto a cantidad como a calidad, digno heredero de Jorge Coci. De 1539 a 1546 junto con Nájera y de 1546 a 1571 en solitario, Bernuz imprimiría una serie importante de libros. El primer libro editado por Bernuz y Nájera fue Tractatus sacerdotalis de Nicolaus de Blony en 1540, que ya había sido editado en Zaragoza por Coci en 1512, 1514, 1517, 1525 y 1535. El último libro editado en conjunto con Nájera fue el Vocabularium ecclesiasticum de Fernández de Santaella de 1546.
A partir de 1546 Bernuz se considera heredero único de Jorge Coci, firmando sus libros con «en casa de Jorge Coci a costa de Pedro Bernuz» en los colofones y portadas. Su primera obra en solitario fue el Secretos de philosophia y astrologia y medicina y de las quatro mathematicas sciencias de López de Corella (1547). De entre sus ediciones más destacadas están:
- Rubricario y repertorio de los Estatutos y Ordinaciones de la cesarea y inclita ciudad de Caragoça (1548)
- los Fueros (1552)
- Breviario de Montearagón (1559)
- Confessionario de Pedro Ciruelo (1560)
- Imitatione Ciceronis de Juan Lorenzo Palmireno (1560)
- Anales de la Corona de Aragón de Jerónimo Zurita (1562)
- Arte breve… de quenta castellana y arithmetica de Juan Gutiérrez de Gualda (1564)
- Methodus latinae linguae docendae de Pedro Simón Abril (1569)
- Colloquio del pecador y del crucifixo de Domingo de Biota (1571)
- Rosario de nuestra Señora y Sumario de la vida de Christo de fray Luis de Estrada (1571)